# Certyfikacja
Certyfikacja – ściśle określone postępowanie, w którym strona trzecia (organizacja) przyznaje pisemne zaświadczenie w formie certyfikatu, potwierdzające, że produkt, usługa, proces, albo osoba spełnia określone wymagania. Certyfikacja jest częścią procesu oceny zgodności.
Certyfikaty mogą być ograniczone czasowo i wydawane przez niezależne jednostki certyfikujące. Jednostki mogą wyznaczać standardy samodzielnie lub sprawdzać standardy wyznaczone przez inne duże jednostki np. ISO, IEEE, PKN, GUM, NIST.

## Przykłady certyfikatów
- TCO,
- ISO 9001 i ISO 14001,
- BS 7799 i ISO/IEC 27001,
- ISO 22000,
- ISO 50001,
- DPP i HACCP.